# Oeselgem
Oeselgem is een dorp en deelgemeente van Dentergem in de Belgische provincie West-Vlaanderen. Het was een zelfstandige gemeente tot aan de gemeentelijke herindeling van 1977. Het dorp ligt langs de Leie, tegen de grens met Oost-Vlaanderen.

## Geschiedenis
In 1259 werd het dorp vermeld als Oulsenghien; uit 1304 vindt men Oecelghem terug. De naam zou volgens sommigen betekenen: "woonplaats waar de Leie kronkelt", waarbij "oeselen" een oud woord voor kronkelen zou zijn. Volgens anderen verwijst het eerste deel van de naam echter naar de eigennaam Oussel, Hutselin of Husselin.
In 1452 vond er de Slag bij Oeselgem plaats in het kader van de Gentse Opstand (ook bekend als Zoutoorlog). Om hun positie tegen Bourgondië te versterken, werden de steden rondom Gent door de Gentenaars ingenomen. Als reactie hierop richtten de Bourgondiërs in Oeselgem, gelegen aan de rivier de Leie, een militair kamp op en probeerden aldus de bevoorrading van Gent te blokkeren. De Gentse milities deden een aanval op het Bourgondische kamp. Het hieruit ontstane gevecht staat bekend als de "slag bij Oeselgem".
Ook tijdens de Negenjarige Oorlog had Oeselgem veel te lijden. Zo werd in 1694 de kerk geplunderd. In 1914 werd een zusterklooster gebouwd en betrokken. In mei 1940 werd de kerk zwaar beschadigd door oorlogsgeweld. 
De vlasnijverheid, die in de vallei van de Leie van groot belang was, verdween grotendeels in de jaren 1960.
De oostelijke grens van Oeselgem met Zulte en Oeselgem wordt gevormd door de historische loop van de rivier Leie met haar uitgesproken meanders. De rivier werd bij Oeselgem een eerste keer gekanaliseerd rond 1933. Rond 1972 werd de Leie tussen Menen en Deinze volledig gekanaliseerd. Dat maakte het Leiekanaal van 1933 overbodig en het werd daarom terug gedempt. Het jaagpad bleef bestaan. Enkele afgesneden meanders zijn nog zichtbaar in het landschap. 
Tijdens de twee wereldoorlogen, met name in oktober 1918 en in mei 1940 werd slag geleverd om deze rivier. 
In 1977 werd Oeselgem een deelgemeente van de fusiegemeente Dentergem, en verloor daarmee haar zelfstandigheid.

## Demografische ontwikkeling
- Bronnen:NIS, Opm:1831 tot en met 1970=volkstellingen; 1976 = inwoneraantal op 31 december

## Bezienswaardigheden
- De classicistische Sint-Martinuskerk van 1720-1740 is een gebouw met drie beuken onder een zadeldak. In 1847 werd de kerk verlengd en de toren ingebouwd. Het meubilair dateert hoofdzakelijk uit de 18de eeuw.
- Het Leiemonument aan de Vierfrontenbrug herinnert aan de oude kronkelende loop van de Leie en het rechttrekken van de rivier. De Vierfrontenbrug overspant een gedempte meander van de historische Leie bij de dorpskern van Oeselgem. Ze is deel van de weg van Oeselgem naar Zulte.
- Het Kogelhuis bij de Vierfrontenbrug, in de streek beter gekend als 'Maiskot', was een graansilo van een Zultse brouwerij en ligt op het grondgebied van Zulte. Het graan werd aangevoerd per schip; een deel van de installatie om het graan in de silo te pompen is nog zichtbaar. Het gebouw is omgevormd tot woongelegenheden. Op de voorgevel zijn nog kogelinslagen uit Wereldoorlog II te zien, vandaar de nieuwe benaming Kogelhuis.
- Het bewegwijzerde Neerhoek Wandelpad met enkele infoborden herinnert aan de wreedheden in deze afgelegen wijk begaan tijdens de Leieslag van mei 1940. Het begint aan de Vierfrontenbrug en is ongeveer 8 km lang.

## Natuur en landschap
Oeselgem ligt in de vallei van de Leie op een hoogte van 7,5-15 meter. 

## Politiek
Oeselgem had een eigen gemeentebestuur en burgemeester tot de fusie van 1977. Burgemeesters waren (onvolledige lijst, bron: registers Burgerlijke Stand):
- 1817-12-13: P.R. Vermeersch
- 1819-12-07: Albert DeRijm, werd secretaris van Wakken.
- 1820-10-02: P.F. Dekeukelaere
- 1848-11-30: Charles ’t Felt
- 1855-1872: Casimir Van Hauwaert (tot zijn overlijden dd 1872-11-27)
- 1875-05-18: Ivo Baetens
- 1887-02-28: Bruno Versele
- 1904-11-14: Conrard Campe
- 1913-07-28: Remi De Pourcq (tot zijn overlijden in 1917)
- 1920-02-11: Alberic Vanhaesebrouck
- 1940-05-31: Cyriel Tytgat
- WO-II: Oscar De Boiserie

- 1971-1976 : Daniël Beels

De laatste burgemeester, Daniël Beels, werd na de fusie burgemeester van Dentergem.

## Nabijgelegen kernen
Zulte, Wakken, Markegem, Olsene, Dentergem, Gottem